# Frederick Pollard
Frederick Douglas « Fred » Pollard Jr. (né le 18 février 1915 à Springfield et décédé le 14 février 2003 à Washington, DC) est un athlète américain spécialiste du 110 mètres haies. Il est le fils de Fritz Pollard, premier head coach afro-américain de la National Football League.

## Biographie

### Palmarès
| Date | Compétition           | Lieu   | Résultat | Performance |
| ---- | --------------------- | ------ | -------- | ----------- |
| 1936 | Jeux olympiques d'été | Berlin | 3e       | 14 s 4      |

### Records
| Épreuve          | Performance | Lieu     | Date         |
| ---------------- | ----------- | -------- | ------------ |
| 110 mètres haies | 14 s 2      | Colombes | 23 août 1936 |